# Thiville
Thiville és un municipi francès, situat al departament de l'Eure i Loir i a la regió de Centre – Vall del Loira. L'any 2007 tenia 344 habitants.

## Demografia

### Població
El 2007 la població de fet de Thiville era de 344 persones. Hi havia 148 famílies, de les quals 36 eren unipersonals (12 homes vivint sols i 24 dones vivint soles), 64 parelles sense fills, 44 parelles amb fills i 4 famílies monoparentals amb fills.
La població ha evolucionat segons el següent gràfic:
Habitants censats

### Habitatges
El 2007 hi havia 186 habitatges, 147 eren l'habitatge principal de la família, 27 eren segones residències i 11 estaven desocupats. Tots els 186 habitatges eren cases. Dels 147 habitatges principals, 127 estaven ocupats pels seus propietaris, 18 estaven llogats i ocupats pels llogaters i 2 estaven cedits a títol gratuït; 8 tenien dues cambres, 22 en tenien tres, 43 en tenien quatre i 75 en tenien cinc o més. 111 habitatges disposaven pel capbaix d'una plaça de pàrquing. A 65 habitatges hi havia un automòbil i a 69 n'hi havia dos o més.

### Piràmide de població
La piràmide de població per edats i sexe el 2009 era:
| Homes | Edats   | Dones |
| ----- | ------- | ----- |
| 0     | 95 o +  | 0     |
| 0     | 90 a 94 | 4     |
| 0     | 85 a 89 | 8     |
| 4     | 80 a 84 | 0     |
| 12    | 75 a 79 | 4     |
| 0     | 70 a 74 | 4     |
| 20    | 65 a 69 | 12    |
| 4     | 60 a 64 | 20    |
| 8     | 55 a 59 | 4     |
| 20    | 50 a 54 | 12    |
| 12    | 45 a 49 | 8     |
| 16    | 40 a 44 | 32    |
| 12    | 35 a 39 | 0     |
| 12    | 30 a 34 | 8     |
| 8     | 25 a 29 | 12    |
| 16    | 20 a 24 | 0     |
| 12    | 15 a 19 | 32    |
| 20    | 10 a 14 | 8     |
| 0     | 5 a 9   | 4     |
| 0     | 0 a 4   | 16    |

## Economia
El 2007 la població en edat de treballar era de 218 persones, 175 eren actives i 43 eren inactives. De les 175 persones actives 169 estaven ocupades (89 homes i 80 dones) i 6 estaven aturades (5 homes i 1 dona). De les 43 persones inactives 17 estaven jubilades, 15 estaven estudiant i 11 estaven classificades com a «altres inactius».

### Ingressos
El 2009 a Thiville hi havia 156 unitats fiscals que integraven 385 persones, la mediana anual d'ingressos fiscals per persona era de 18.976 €.

### Activitats econòmiques
Dels 9 establiments que hi havia el 2007, 1 era d'una empresa extractiva, 1 d'una empresa de fabricació d'altres productes industrials, 1 d'una empresa de construcció, 1 d'una empresa de transport, 1 d'una empresa d'hostatgeria i restauració, 3 d'empreses de serveis i 1 d'una empresa classificada com a «altres activitats de serveis».
Dels 3 establiments de servei als particulars que hi havia el 2009, 1 era una fusteria, 1 perruqueria i 1 restaurant.
L'any 2000 a Thiville hi havia 17 explotacions agrícoles que ocupaven un total de 1.694 hectàrees.

## Equipaments sanitaris i escolars
El 2009 hi havia una escola elemental integrada dins d'un grup escolar amb les comunes properes formant una escola dispersa.

## Poblacions més properes
El següent diagrama mostra les poblacions més properes.